# Pyrotéria
Pyrotéria (Pyrotheria) jsou vyhynulý řád placentálních savců. Šlo o endemitní skupinu jihoamerických kopytníků, oproti svým současníkům relativně krátkověkou: ve fosilním záznamu se objevují ve spodním eocénu a mizí už během oligocénu. Jejich první pozůstatky byly objeveny v sedimentech tvořených sopečným popelem, což celému taxonu vyneslo i jméno (v překladu z řečtiny „ohnivé zvíře“).
Pyrotéria představují malou a relativně špatně známou skupinu; většinu druhů zastupují pouze fragmenty čelistí a zubů. Celkový zubní vzorec činí 2.0.3.3/1.0.2.3, došlo tedy k úplné redukci špičáků. Vyčnívající řezáky se vyvinuly do podoby krátkých, leč mohutných klů. Zbylé zuby měly více či méně bilofodontní podobu (tj. se sklovinovými lištami), byť u možného primitivního rodu Proticia mohly být ještě bunodontní (tj. s hrbolky). Nejlépe prostudovaným rodem zůstává Pyrotherium, s dochovanou lebkou i částmi kostry. Z těchto pozůstatků vyplývá, že zvíře zřejmě mělo chobot. Vzhledem se tedy mohlo podobat tapírům nebo slonům.
Nejbližší příbuzné pyrotérií lze zřejmě vysledovat mezi ostatními skupinami jihoamerických kopytníků, někdy souhrnně řazenými do společného taxonu Meridiungulata. Na základě zubní morfologie se pyrotéria zdají být blízce příbuzná xenungulátům (Xenungulata), srovnání lebečního materiálu naznačilo spíše příbuznost s notounguláty (Notoungulata). Bunodontní chrup možných primitivních pyrotérií vedl ke spekulacím o jejich vztazích k čeledi Didolodontidae, řazené do sběrné skupiny Condylarthra. Jiné hypotézy srovnávaly pyrotéria se savci z jiných kontinentů. Stavbou zánártí se rod Pyrotherium například podobal rodu Arsinoitherium ze řádu Embrithopoda, zřejmě však šlo o důsledek konvergentní evoluce. Pouze povrchní podobnost pyrotéria pojí s chobotnatci (Proboscidea).